# Łopatka (przylądek)

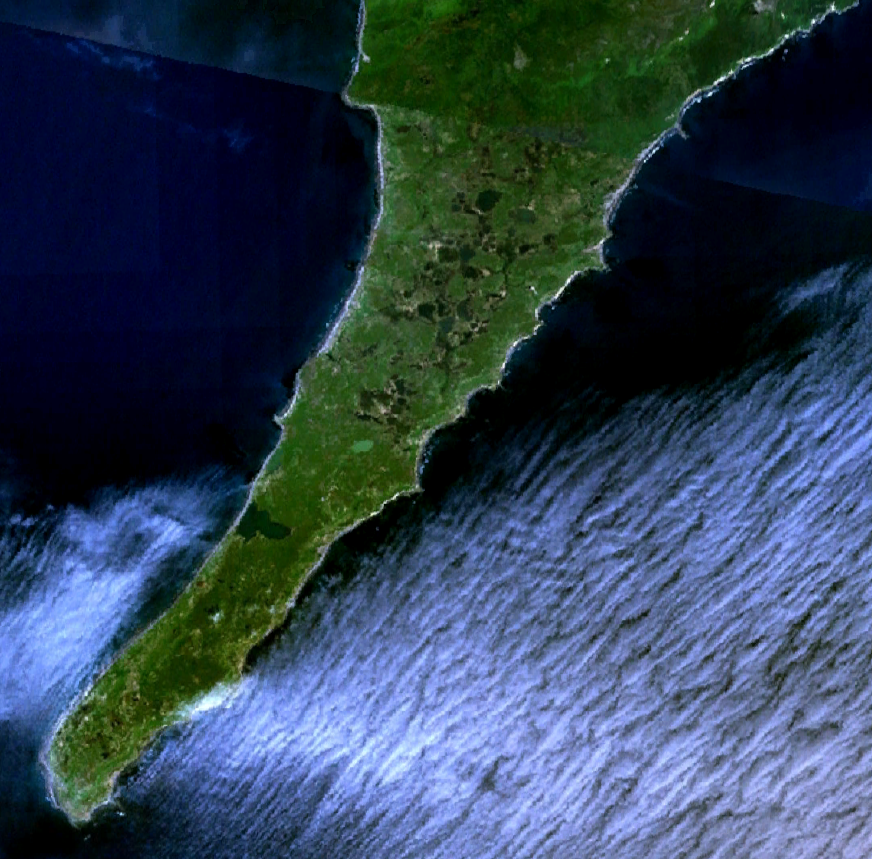
zdjęcie satelitarne przylądka Łopatka

Łopatka (ros. мыс Лопатка) – najbardziej na południe wysunięty przylądek półwyspu Kamczatka. Od wyspy Szumszu, najdalej wysuniętej na północ wyspy z archipelagu Kuryli dzieli go 11 kilometrów.
W 1737 roku przez przylądek przetoczyła się katastrofalnie wysoka (64 metry) fala tsunami.